# Station Norwich
Norwich is een spoorwegstation van National Rail in Norwich, Norwich in Engeland. Het station is eigendom van Network Rail en wordt beheerd door Greater Anglia.

## Treinverbindingen
Deze treinen worden door Greater Anglia gereden:
- 1x per uur (Intercity) London Liverpool Street - Colchester - Ipswich - Norwich (Niet zondag)
- 1x per uur (Intercity) London Liverpool Street - Chelmsford - Colchester - Ipswich - Norwich
- 1x per uur (Stoptrein) Cambridge - Ely - Brandon - Thetford - Norwich
- 1x per uur (Stoptrein) Norwich - North Walsham - Cromer - Sheringham
- 1x per uur (Stoptrein) Norwich - Acle - Great Yarmouth
- 1x per uur (Stoptrein) Norwich - Reedham - Lowestoft

Deze trein wordt door East Midlands Trains gereden.
- 1x per uur (Intercity) Liverpool Lime Street - Manchester Piccadilly - Sheffield - Nottingham - Peterborough - Ely - Norwich